# Grammoptera semimetallica
Grammoptera semimetallica är en skalbaggsart som beskrevs av Maurice Pic 1939. Grammoptera semimetallica ingår i släktet Grammoptera och familjen långhorningar. Inga underarter finns listade i Catalogue of Life.